# Amadeus (jezioro)
Lake Amadeus – płytkie, bezodpływowe, słone jezioro o powierzchni 880 km² położone w południowo-zachodniej części Terytorium Północnego w Australii. Zajmuje płytkie koryto napełnione osadami naniesionymi z Gór Macdonnella od północy i Musgrave od południa.
Co jakiś czas po ulewnych deszczach napełnia się wodą na kilkanaście cm słupa wody. W porze letniej wysycha. Ma ok. 145 km długości i ok. 20 km szerokości. W porze suchej na jego dnie tworzy się warstwa playa, czyli twardych osadów zmieszanych z solą o gładkiej powierzchni lub samej soli.
W niedalekiej odległości znajduje się sławny pomnik kultury Aborygenów: Uluru, czyli Ayers Rock.